# Bagdâd Khâtûn
Bagdâd Khâtun est la fille de l’émir Chupan (dynastie des Chupanides) qui a régné sur le Nord-Est de l'Iran au XIVe siècle. Renommée pour sa beauté, elle est accusée par l'Ilkhanide Arpa Ka'on d’être responsable de la mort de son prédécesseur Abu Saïd. Arpa Ka'on la fait exécuter le 16 décembre 1335.

## Biographie
L’Ilkhanide Abu Saïd, n’a que douze ans lorsqu’il succède à son père Oldjaïtou, décédé à Sultaniya le 16 décembre 1316. Le nouveau sultan confirme Chupan dans ses fonctions « d’amīr al-umarāʾ » (émir des émirs). En 1318, le titulaire de la charge du sceau royal décède, Chupan lui succède dans cette fonction. 

### Épouse d’Hasan Buzurg
Abu Saïd s’éprend de Bagdâd Khâtun. Chupan refuse de la lui donner en mariage et la marie à Hasan Buzurg, fils de l’émir Hosayn. Ce dernier a été au service d’Oldjaïtou comme gouverneur de l’Arran, puis d’Abu Saïd, comme gouverneur du Khorasan jusqu’à sa mort en 1322. Hasan Buzurg épouse Bagdâd Khâtun en 1323. Pour éloigner sa fille d’Abu Saïd, Chupan envoie Hasan et son épouse au Karabagh. En 1327, Chupan est dans le Khorasan, son fils Demachq Khâja resté à la cour abuse de sa position. Abu Saïd le fait tuer. Chupan tente de revenir venger cette mort mais il est abandonné par ses émirs qui préfèrent rester fidèles au souverain. Chupan s’enfuit à Hérat. Le souverain, Ghîath al-Dîn le fait exécuter pour complaire à Abu Saïd. En récompense de ce service, Abu Saïd lui promet en mariage Kordotchin, veuve de Chupan, mais Bagdâd Khâtun va s'y opposer.

### Épouse d’Abu Saïd
En 1328, Hasan Buzurg juge prudent de divorcer de Bagdâd Khâtun. Abu Saïd l’épouse alors ; elle profite de sa passion pour prendre une grande influence à la cour. Elle obtient de faire enterrer son père à La Mecque dans le mausolée qu’il avait fait construire. Le sultan mamelouk Al-Malik an-Nâsir Muhammad s’y oppose. Chupan est finalement enterré à Médine au cimetière d'Al-Baqî`. Elle prend aussi sous sa protection sa nièce Delchâd Khâtûn, fille de Demachq Khâja, et de Tûrîn Kahâtûn petite-fille du khan Ahmad Teküder. Lorsque Delchâd Khâtûn a atteint l’âge nubile, elle est présentée à Abu Saïd qui s’en éprend et l’épouse en 1333. Bagdâd Khâtun en éprouve une certaine jalousie.
Abu Saïd meurt sans héritier en 1335. Un lointain cousin, nommé Arpâ Khan ou Arpâ Ka’on descendant d'Hülegü, est désigné comme successeur. Il est dûment et rapidement intronisé le 5 décembre 1335,. Delchâd Khâtûn est alors enceinte d’un possible héritier. Elle doit se réfugie à Diyarbakır, auprès d’un oncle d’Abu Saïd. Sept mois plus tard, elle donne naissance à une fille.
La position d’Arpâ Khan n’est pas vraiment assurée. Arpâ Khan accuse Bagdâd Khâtûn de la mort d’Abu Saïd et d’être l’instigatrice de l’attaque de la Horde d’Or contre lui. Il la fait exécuter le 16 décembre 1335,. Ibn Battûta dans son récit de voyage en Perse ne semble pas douter de cette accusation : Bagdâd Khâtûn aurait agi ainsi à la fois par jalousie et pour venger la mort de son père et de ses frères : 

« Lorsque les émirs surent que c’était Baghdâd khâtoûn qui avait empoisonné Abou Sa’îd, ils convinrent de la mettre à mort. L’eunuque grec, Khodjah Loulou, qui était un des principaux et des plus anciens émirs, s’empressa de mettre cette sentence à exécution. Il vint trouver Baghdâd khâtoûn pendant qu’elle était dans le bain, la frappa d’un coup de sa massue et la tua. »

— Ibn Battûta, Op. cit. (lire en ligne), « Du Sultan des deux Irâks et du Khorâçân », p. 375 (.pdf).
Charles Defrémery rapporte au contraire qu'Abu Saïd est mort de maladie :

« À la fin de l'année 1335 l'empereur Uzbek qui était de la race de Djoutchi forma le projet dans le Decht-Khazar de conquérir l'Arran et l'Azerbéidjan. Le sultan Abou Saïd au commencement de l'année 736 et avant que l'ennemi eût fait aucune conquête se dirigea vers l'Arran avec ses troupes quoique la température fût extrêmement chaude. Lorsqu'il fut arrivé sur les confins du Chirvan beaucoup de ses soldats périrent à cause de la chaleur et de la corruption de l'air. L'empereur fut pris aussi d'une violente maladie dont il mourut. »

— Charles Defrémery, Op.cit. (lire en ligne), « Février-Mars 1851 (Fragments de géographes et d'historiens arabes et persans inédits relatifs aux anciens peuples du Caucase et de la Russie méridionale inédits et accompagnés de notes critiques.) », p. 132.
Hasan Buzurg prend sa revanche : il s’empare de l’Irak et épouse Delchâd Khâtûn, veuve d’Abu Saïd. Il fonde ainsi la dynastie des Jalayirides.